# Her Space Holiday
Her Space Holiday, pseudonimo di Marc Bianchi (...), è un musicista statunitense.

## Discografia

### Album studio
- Audio Astronomy 12" (1997, ripubblicato nel 2002)
- The Astronauts Are Sleeping, Volume 1 (1999)
- The Astronauts Are Sleeping, Volume 2 (1999)
- Home Is Where You Hang Yourself (2000)
- Home Is Where You Hang Yourself 2.0 (2002)
- Manic Expressive (2001)
- The Young Machines (2003)
- The Past Presents the Future (2005)
- The Telescope (2006) – solo in Giappone
- XOXO, Panda And The New Kid Revival (2008)
- Her Space Holiday (2011)

### EP
- Something Blue
- Silent Films (2000)
- Let's Get Quiet Vol. 1 (2005)
- Let's Get Quiet Vol. 2 (2007)
- Sleepy Tigers (2009)
- The Early Paws Collection (2009)